# 獲獨步丁
获独步丁（？—1368年），回回人，元朝末年政治人物。
天曆三年（1330年）获独步丁中进士，官至佥广东廉访司事；元末和江西行省左右司都事吕复，都是闲居，寓居福州。吕复以行省命，摄长乐县尹。福州被明朝军队攻下，获独步丁说：“吾兄弟三人，都忝居进士，受国恩四十年，今虽无官守，但是大节所在，其可能辱没！”用石头系到自己的腰上，投井而死。吕复说：“吾世食君禄，今虽摄官，若不以死报国，则无以见先人于地下。”用绳子自缢而死。获独步丁的哥哥穆鲁丁，在建康府为官；海鲁丁，在信州为官。之前都死于国难。